# MAMP
O acrônimo MAMP se refere ao conjunto de programas comumente usados para desenvolver sites dinâmicos sobre sistemas operacionais Apple Macintosh, MAC OS X.
- Mac OS X: Sistema operacional.
- Apache: Servidor Web.
- MySQL: Sistema Gestor de Base de Dados
- PHP, Perl ou Python, linguagens de programação usadas para a criação de sites.
LAMP é acrônimo para a combinação:
- Linux
- Apache
- MySQL
- PHP - Perl - Python

WAMP é acrônimo para a combinação:
- Windows
- Apache
- MySQL
- PHP - Perl - Python